# Provincia Pastaza
Pastaza este o provincie în partea de est a Ecuadorului. Reședința sa este orașul Puyo. Are o populație de 61.779 locuitori (înregistrată la recensământul din 2001) și o suprafață de 29.325 km2.

## Cantoane
Provincia se subdivide în 4 cantoane . În tabelul de mai jos sunt prezentate datele pentru fiecare dintre ele .
| Cantonul    | Pop. (2001) | Suprafața (km²) | Reședința   |
| ----------- | ----------- | --------------- | ----------- |
| Arajuno     | 5 150       | 8 767           | Arajuno     |
| Mera        | 8 088       | 520             | Mera        |
| Pastaza     | 45 512      | 19 727          | Puyo        |
| Santa Clara | 3 029       | 311             | Santa Clara |